# سارك
سارك (بالفرنسية: Sercq) (Sèr أو Cerq) هي جزيرة صغيرة في جزر القنال الإنجليزي، جنوب غرب بحر المانش، قبالة سواحل النورماندي، تشكل الجزيرة جزءاً من غيرنزي، يبلغ عدد سكانها حوالي 600 نسمة. وتبلغ مساحتها 2.10 ميل مربع (5.44 كـم2). وهي واحدة من الأماكن القليلة في العالم التي تمنع السيارات من السير في الطرق، ويسمح فقط للجرارات والمركبات التي تجرها الخيول.

## وصلات خارجية
- Government of Sark webpage نسخة محفوظة 7 يوليو 2016 على موقع واي باك مشين.
- BBC – Feudal island brings in democracy
- St Peter's Sark